# Hadena capsophoba
Hadena capsophoba är en fjärilsart som beskrevs av Jules Pièrre Rambur 1858. Hadena capsophoba ingår i släktet Hadena och familjen nattflyn. Inga underarter finns listade i Catalogue of Life.